# نقولا صحناوي
نقولا صحناوي (و. 23 أبريل 1967)، هو اقتصادي لبناني ووزير الاتصالات في حكومة نجيب ميقاتي التي شكلت في 13 يونيو 2011.

## حياته
مواليد الأشرفية 23 أبريل 1967 في بيروت. والده موريس صحناوي كان مصرفياً ويشارك في سباقات السيارات. تزوج من بولا نعيم وله ثلاثة أبناء: منى، موريس، دليلة. حصل على شهادة البكالوريا الفرنسية من مدرسة الليسه الفرنسية في الأشرفية في العام 1985 وغادر مدرسة الليسيه في بيروت ليلتحق بالدروس التحضيرية في العلوم السياسية في معهد CEPES في باريس. في العام 1986 أصبح طالباً في كلية العلوم الاقتصادية في جامعة باريس 2 – أساس، حيث حصل على إجازته في العام 1990. وحلّ في المرتبة الأولى في امتحانات ماجستير إدارة الأعمال في المعهد العالي للأعمال في باريس في العام 2000. عضو ناشط في التيار الوطني الحر منذ العام 1989. انتخب رئيساً للجنة التأمين على الحياة في جمعية شركات الضمان في لبنان. عضو جمعية رجال الأعمال اللبنانيين RDCL . ترأس اللجنة الاقتصادية في التيار بين عامي 2005 و2008.